# Малюровые
Малюровые, или малюры, или австралийские славки, или австралийские крапивники (лат. Maluridae), — семейство небольших певчих птиц, обитающих исключительно в Австралии, Индонезии и Новой Гвинее.

## Классификация
Международный союз орнитологов относит к семейству 6 родов и 33 вида. Анализ митохондриальной и ядерной ДНК, проведенный в 2011 году, показал, что ширококлювый малюр и Chenorhamphus campbelli, которые ранее объединялись в род Malurus, находятся в кладе с двумя другими монотипическими новогвинейскими родами, и поэтому позднее они были переклассифицированы в отдельный род Chenorhamphus.
- Подсемейство: Malurinae
  - Триба: Malurini
    - Род Malurus — Расписные малюры
      - Белоплечий расписной малюр (Malurus alboscapulatus)
      - Изящный расписной малюр (Malurus amabilis)
      - Malurus assimilis
      - Лиловошапочный расписной малюр (Malurus coronatus)
      - Прекрасный расписной малюр (Malurus cyaneus)
      - Императорский малюр (Malurus cyanocephalus)
      - Краснокрылый расписной малюр (Malurus elegans)
      - Разноцветный расписной малюр (Malurus lamberti)
      - Белокрылый расписной малюр (Malurus leucopterus)
      - Красноспинный расписной малюр (Malurus melanocephalus)
      - Синегрудый расписной малюр (Malurus pulcherrimus)
      - Блестящий расписной малюр (Malurus splendens)

    - Род Sipodotus
      - Sipodotus wallacii — Длинноклювый новогвинейский малюр

    - Род Clytomyias — Каштановоголовые малюры
      - Clytomyias insignis — Каштановоголовый малюр

    - Род Chenorhamphus
      - Chenorhamphus grayi (Wallace, 1862) — Ширококлювый малюр
      - Chenorhamphus campbelli (Schodde & Weatherly, 1982)

  - Триба Stipiturini
    - Род Stipiturus Lesson, 1831 — Мягкохвостые малюры
      - Stipiturus malachurus — Краснолобый мягкохвостый малюр
      - Stipiturus mallee — Бледный мягкохвостый малюр
      - Stipiturus ruficeps — Красноголовый мягкохвостый малюр
- Подсемейство: Amytornithinae
  - Род Amytornis Stejneger, 1885 — Травяные малюры
    - Amytornis ballarae — Калкадунский травяной крапивник
    - Amytornis barbatus — Ошейниковый травяной малюр
    - Amytornis dorotheae — Северный травяной малюр
    - Amytornis goyderi — Пестроспинный травяной малюр
    - Amytornis housei — Чернобрюхий травяной малюр
    - Amytornis merrotsyi — Короткохвостый травяной крапивник
    - Amytornis modestus
    - Amytornis oweni
    - Amytornis purnelli — Бурогрудый травяной малюр
    - Amytornis rowleyi
    - Amytornis striatus — Полосчатый травяной малюр
    - Amytornis textilis — Толстоклювый травяной малюр
    - Amytornis whitei
    - Amytornis woodwardi Hartert, 1905 — Белогорлый травяной малюр